# Oudheid
De oudheid (eventueel Oudheid in gespecialiseerde teksten) is de periode binnen een beschaving die begint met de introductie van het schrift in die beschaving. De oudheid van een beschaving wordt voorafgegaan door de prehistorie, het tijdperk waarin het schrift er nog onbekend is, en soms door de protohistorie als de beschaving al eerder door andere volken beschreven is.
De geschiedenis van Europa wordt gewoonlijk in drie periodes onderverdeeld: oudheid, middeleeuwen en nieuwe tijd. Er bestaat ook een indeling in vier periodes.
Verscheidene culturen kennen een oudheid. De term wordt vooral gebruikt voor de oudheid van de Europese, West-Aziatische en Egyptische beschavingen. De gezamenlijke oorsprong hiervan ligt bij de uitvinding van het schrift in het oude Nabije Oosten, niet ver voor 3000 v.Chr.
De periode van ongeveer 750 v.Chr. tot 500 na Christus wordt vaak de klassieke oudheid genoemd. Dit begrip heeft betrekking op de Griekse en Romeinse beschavingen en laat eerdere Mesopotamische en Egyptische beschavingen buiten beschouwing.
Ook andere culturen kennen een oudheid. Voorbeelden zijn de Chinese oudheid, het Perzische Rijk en Meso-Amerika. Het oude Egypte en Mesopotamië worden vaak als voorlopers van de westerse beschaving beschouwd, maar ze worden niet tot de klassieke oudheid gerekend.

## Overzicht
In de vruchtbare sikkel, waar ongeveer 10.000 jaar geleden de landbouw werd uitgevonden, ontstond de Sumerische beschaving (ca. 4500 v.Chr.). Deze wordt als de eerste beschaving ter wereld gezien. In 3300 v.Chr. werd hier het schrift uitgevonden, en er ontstonden de eerste stadstaten. Sargon van Akkad was rond 2300 v.Chr. de eerste persoon in de geschiedenis die een rijk wist op te bouwen. Hierna volgden de rijken elkaar op.
De Perzische vorst Cyrus de Grote (zesde eeuw v.Chr.) was de eerste die het hele gebied onder een rijk wist te verenigen. Cyrus' opvolgers probeerden tevergeefs Griekenland te veroveren. Griekenland en de Griekse steden in Ionië hadden in die tijd al een ontwikkelde samenleving, waar de grondslagen werden gelegd voor de wetenschap en filosofie. Ook op het gebied van literatuur, politiek, theater, wiskunde, architectuur en krijgskunst was Griekenland bijzonder creatief. Daarom wordt Griekenland wel de wieg van de Westerse beschaving genoemd. Het bestond uit stadstaten die elkaar voortdurend bevochten. Alleen een grote externe dreiging, zoals die van Perzië in de tijd van Cyrus en Xerxes uitging, kon de onderlinge tegenstellingen tijdelijk naar de achtergrond dringen. De Grieken, in het bijzonder de Atheners, stichtten koloniën in het hele Middellandse Zeegebied, bijvoorbeeld in Alexandrië en in Zuid-Italië en ook Marseille is ontstaan als Griekse kolonie. Bovendien stichtten de Grieken koloniën rondom de Zwarte Zee.
Philippus II van Macedonië wist de Griekse stadstaten aan zich te onderwerpen en zijn zoon Alexander de Grote startte een veroveringstocht die pas aan de westoever van de Indus, in het huidige Pakistan, tot staan kwam. Deze veroveringen hadden naast veel slachtpartijen ook een ongekende culturele uitwisseling tot gevolg. De periode die hierop volgt wordt het hellenisme genoemd. Na Alexanders dood (323 voor Christus) viel zijn rijk uiteen in elkaar bestrijdende diadochenrijken, rijken die ontstonden onder leiding van zogenaamde diadochen.
In het westen van het Middellandse Zeegebied was Rome als grote mogendheid opgekomen. De Romeinse republiek werd geregeerd door een kleine, machtige elite. Zij had Italië veroverd en in drie oorlogen Carthago verslagen en het Carthaags grondgebied veroverd. In 146 v.Chr. versloegen de Romeinen Macedonië en annexeerden ze Griekenland. In de tweede eeuw voor Christus brak in het Romeinse Rijk een periode van burgeroorlogen aan, die ongeveer honderd jaar zou duren. Aanvankelijk was dit vooral een sociaal conflict. Julius Caesar, die pretendeerde voor de belangen van het volk op te komen, wist het Romeinse Rijk uit te breiden met Gallië en versloeg zijn Romeinse tegenstanders. Hij liet zich tot dictator voor het leven benoemen, maar werd op 15 maart in het jaar 44 v.Chr. door een aantal senatoren vermoord. Dit was een gangbare manier om tegenstanders van de Senaat te elimineren. Een nieuwe burgeroorlog volgde.
Caesars adoptiefzoon Augustus werd de eerste keizer. In 117 bereikte het rijk onder Trajanus zijn grootste omvang. In de derde eeuw begon het rijk onder invallen van de Germanen en interne instabiliteit te verzwakken. Onder Diocletianus werd een administratieve splitsing van het rijk ingevoerd die in later eeuwen tot een feitelijke splitsing zou leiden. Dit proces werd geremd onder Constantijn de Grote, die bovendien het christendom toestond (312). Wel verplaatste hij de hoofdstad naar Byzantium in het oostelijk deel van het rijk. Hiermee verloor de stad Rome zijn aloude status als de glorieuze hoofdstad van het Imperium Romanum. Theodosius maakte rond 380 het christendom tot staatsgodsdienst. Na zijn dood in 395 viel het rijk definitief uiteen in twee delen. Aan het eind van de vierde eeuw zetten de Hunnen de Grote Volksverhuizing in gang waardoor het West-Romeinse Rijk overspoeld werd door Germaanse volkeren. Het viel in 476.

Het Oost-Romeinse rijk, met als hoofdstad Constantinopel, beleefde onder Justinianus een opleving en zou als het Byzantijnse Rijk nog bijna duizend jaar bestaan. Pas in 1453 werd Constantinopel veroverd door de Turken.